# Veronica planopetiolata
Veronica planopetiolata är en grobladsväxtart som beskrevs av George Simpson och J. S.Thomson. Veronica planopetiolata ingår i släktet veronikor, och familjen grobladsväxter. Inga underarter finns listade i Catalogue of Life.